# 장 가뱅

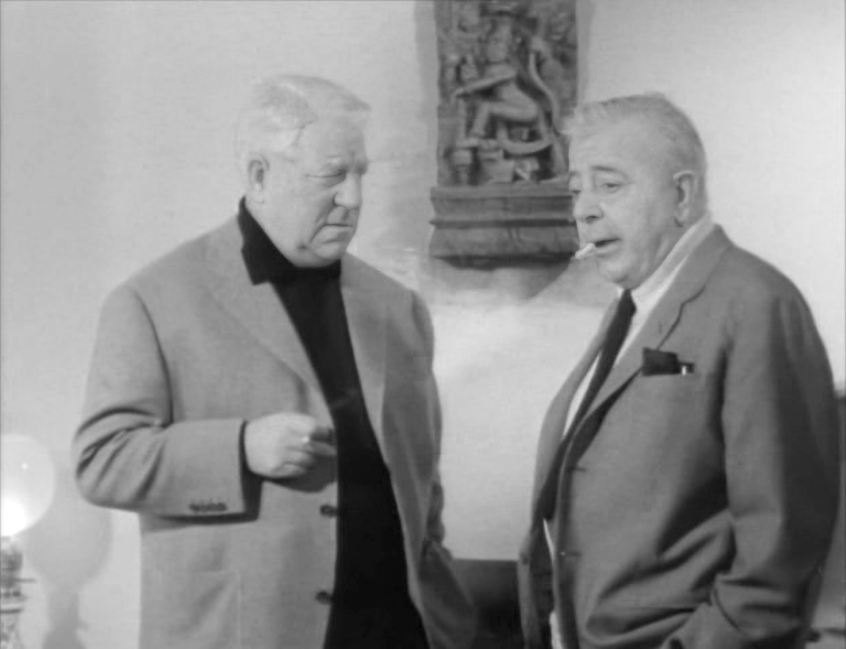
장 가뱅과 자크 프레베르.

장 가뱅(Jean Gabin, 1904년 5월 17일~1976년 11월 15일)은 프랑스의 배우이자 군인이다.

## 생애
장 가뱅은 파리에서 장 알렉시스 몽코르제(Jean-Alexis Moncorgé)라는 이름으로 태어나. 파리에서 북쪽으로 35km 거리에 위치한 센아우아즈 주 메리엘 마을에서 자랐다.
제2차 세계 대전 참전하고 예비역 프랑스 육군 상사 전역 등 병역을 마친 뒤 가뱅은 엔터테인먼트 사업으로 돌아와 "장 가뱅"이라는 이름으로 파리 뮤직홀과 오페레타에서 활동하였다. 1928년에 두 개의 무성 영화에서 좋은 공연을 펼쳤다.
가뱅은 파리의 미국인 병원에서 백혈병으로 사망했다.
프랑스 영화의 위대한 스타 가운데 한 명으로 여겨진 그는 레지옹 도뇌르 훈장을 받기도 했다. 그의 고향 메리엘의 장 가뱅 박물관(Musée Jean Gabin)에는 그의 스토리와 특징, 전쟁, 영화 속 유명 이야기를 포함하고 있다.

## 배우 출연
- 암흑가의 두 사람 (Deux hommes dans la ville, 1973) - 제르멩 역
- 시실리안 (Le Clan des Siciliens, 1969)
- 지하실의 멜로디 (Melodie en sous-sol, 1963) - 샤를 역
- 함정 (Maigret tend un piège, 1957) - 마그레 서장 역
- 살의의 순간 (Voici le temps des assassins, 1956) - 앙드레 샤틀랭 역
- 프렌치 캉캉 (French Cancan, 1955) - 앙리 당글라르 역
- 보통 사람들 (Des Gens Sans Importance, People Of No Importance, 1955)
- 현금에 손대지 마라 (Touchez pas au grisbi, 1954)
- 파리의 공기 (L' Air de Paris, 1954)
- 항구의 마리 (La Marie du port, 1950)
- 폭풍우 (Remorques, 1941)
- 새벽 (Le Jour se lève, 1939) - 프랑수아 역
- 안개 낀 부두 (Le Quai des brumes, 1938)
- 인간야수 (La Bête humaine, 1938) - 자크 랑티에 역
- 거대한 환상 (La Grande Illusion, 1937) - 마레샬 역
- 망향 (Pépé le moko, 1937) - 페페 역
- 지하세계 (Les Bas-fonds, 1936)

## 자서전
- World's Coolest Movie Star: The Complete 95 Films (and Legend) of Jean Gabin, by Charles Zigman (Allenwood Press 2008). Features introductions by Gabin's co-stars Michele Morgan and Brigitte Bardot, and an 'appreciation' by David Mamet.